# 桃園文昌宮
24°59′36″N 121°18′37″E / 24.993370°N 121.310249°E
桃園文昌宮，舊名桃園文昌廟、駕鰲樓，是位於臺灣桃園市桃園區文昌里、文昌公園旁的文昌廟，為桃園國小、桃園市立圖書館、桃園孔子廟的前身所在處。

## 沿革

文昌閣

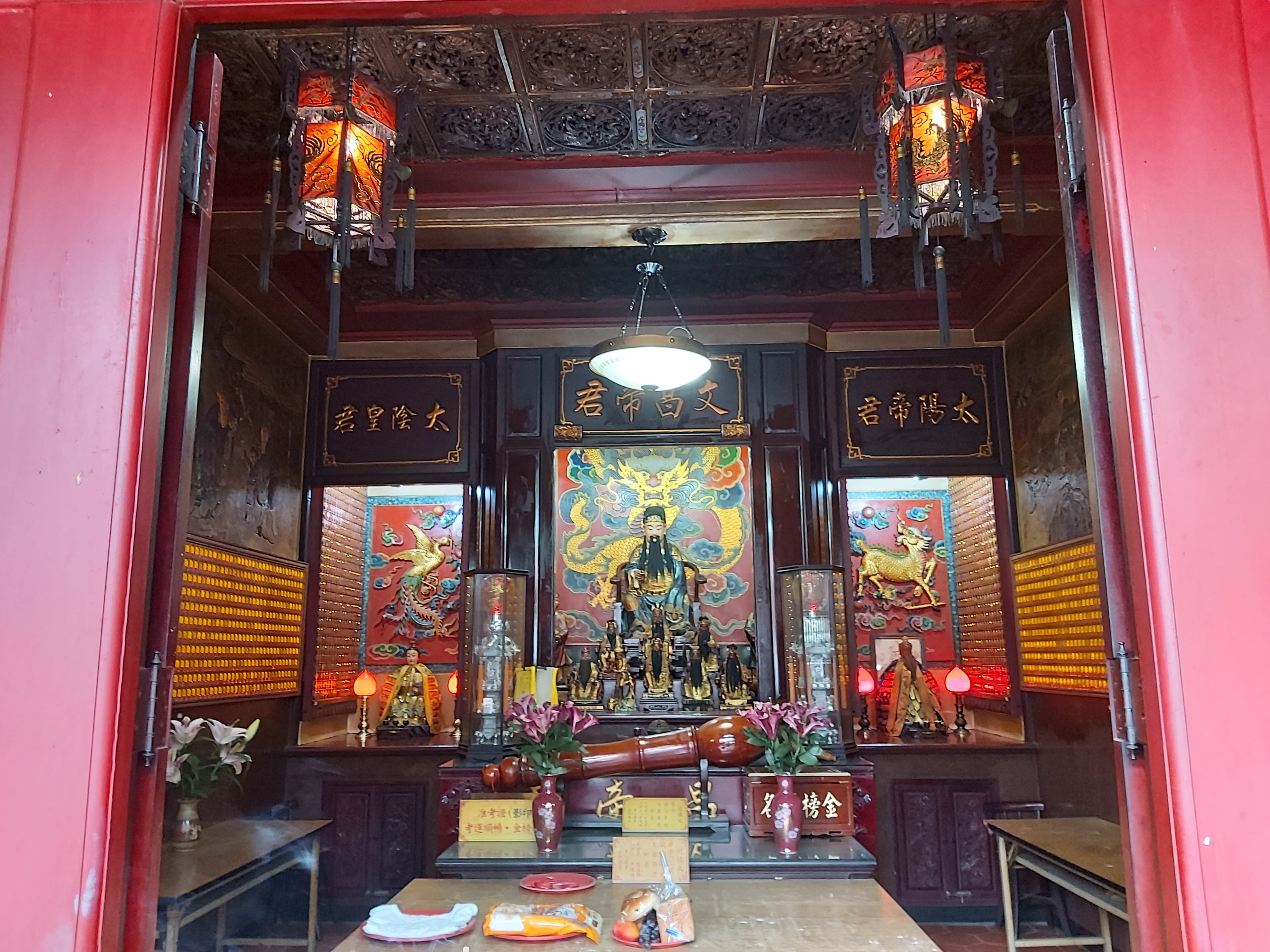
文昌帝君（正中）、太陽帝君（圖右）、太陰皇君（圖左）神龕

臺灣清治時期，臺灣府淡水撫民同知嚴金清與桃園當地舉人李騰芳、貢生簡銘鐘、秀才吳維邦、顏宗廉等地方士紳商議籌設以「明善堂」之名的學堂來推廣教育。但嚴金清奉命他調，乃由上述人士等吏議創建，向桃澗堡、海山堡等地漳州族群籌募。
同治六年（1867年）建立，早名「駕鰲樓」。1896年增建前堂及左右廊。次年10月1日，日本政府在此廟內建立台北國語傳習所桃仔園分教場（今桃園國小）。人們在此建立名為「桃園文庫」的書庫，供民眾閱覽，成為桃園市立圖書館的前身 。1909年，日本政府將廟宇旁土地規畫為公園，並以此廟作為命名依據，取為「文昌公園」，乃桃園區第1座公園。今屬桃園區文昌里。皇民化運動時，此廟收容壽山巖觀音寺的觀音像，後來戰後卻被焚。
1965年10月5日，地方人士於桃園鎮中山堂舉行修建會議，公推吳文全為籌備會主委，以整修桃園孔子廟的名義整修此廟，估計募款新台幣三十萬到五十萬元修建。翌年1月9日晚舉行興工典禮，由前縣議會議長吳文全，籌建委員會總幹事莊慶旺<於宮內大殿牆上右邊圖案上有落款>主持，計需工程費四十萬元。此次重修，文昌帝君等神像也作整容。

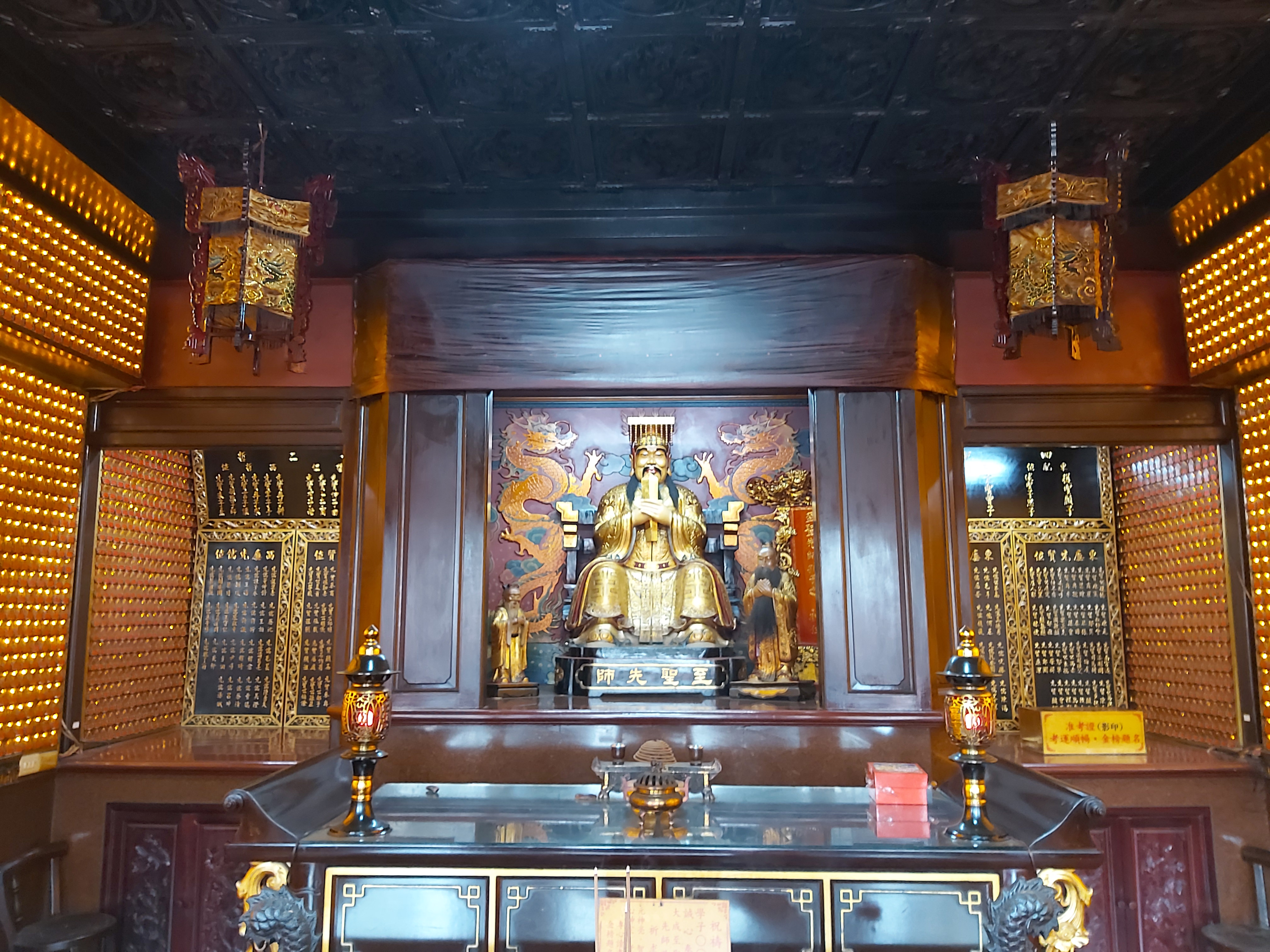
至聖先師孔子神龕

1968年，時任桃園縣縣長的陳長壽贈寫有「孔子廟」的木匾。該年原祀文昌帝君的桃園文昌廟，正式改祀孔子。改為孔廟時，文昌帝君的神像移奉二樓，正廳即奉祀孔子神位及神像。1976年，嚴家淦贈寫著「萬古綱常」的匾額。1985年，內政部解除此廟的古蹟資格。當時，老一輩市民認為此廟受了委屈，不只與有流鶯出入的文昌公園緊臨，廟宇形象受影響，主神也被換掉、築物失修未妥善管理、又被取消古蹟資格。
1988年12月5日，孔廟管理委員會搬至虎頭山孔廟新殿。後來地方人士莊慶旺<宮內沿革有記載>、郭金色、吳宗雄、簡麒標、洪新興等十幾人組成了文昌廟修建委員會，重新粉刷寺廟廊柱與瓦頂，整理寺廟環境恢復清靜，向縣府民政局辦理寺廟登記，將廟名易名為「文昌宮」，並於1991年3月8日重安神位。今址在桃園市桃園區民權路69巷1號。

## 祭祀
在孔廟身分期間，逢孔子誕辰紀念日，桃園縣均由歷任縣長親率各級首長來此舉行紀念典禮。因縣議會認為儀式表示草率，1983年孔子誕辰時，縣府改「紀念儀式」為「祭孔大典」之名，縣長徐鴻志與各級首長均改穿長袍馬褂。
恢復成文昌廟後，樓上供奉至聖先師，兩側配祀顏子、曾子、子思、孟子等四配。樓下供奉文昌帝君、關聖帝君、朱衣夫子、魁星爺、孚祐帝君、太陽星君、太陰星君，並有天聾、地啞兩童子隨侍左右。

## 外部連結
- 桃園文昌宮-文昌帝君的Facebook專頁